# نیشینومی کاجیرو دوم
نیشینومی کاجیرو دوم (به ژاپنی: 西ノ海 嘉治郎(二代目)) کُشتی‌گیر سوموی اهل استان کاگوشیما در کشور ژاپن است که بیست‌وپنجمین کشتی‌گیر دارای رتبهٔ یوکوزونا محسوب می‌شود. وی در سال ۱۹۱۶ میلادی به این مرتبه ارتقا یافت و در سال ۱۹۱۸ میلادی بازنشست شد. نیشینومی کاجیرو دوم توانست ۱ بار قهرمان (یوشو) مسابقات سومو شود.